# Leszek Dranicki
Leszek Dranicki (ur. 3 czerwca 1949 w Gdańsku) – polski wokalista i gitarzysta wykonujący muzykę z pogranicza jazzu i bluesa; kompozytor, grafik, publicysta, pedagog.

## Życiorys
Z wykształcenia jest artystą plastykiem i absolwentem gdańskiej Państwowej Wyższej Szkoły Sztuk Plastycznych (dzisiejsza Akademia Sztuk Pięknych w Gdańsku) oraz autorem wielu projektów i realizacji z dziedziny architektury wnętrz. W 1973 roku został laureatem konkursu Festiwalu Wokalistów Jazzowych w Zamościu.
W 1976 roku był współzałożycielem legendarnej formacji jazzowej Baszta, nagrodzonej na festiwalu Jazz Nad Odrą '77. Koncertował z nią w klubach Polski, Niemiec, Finlandii i Szwajcarii. W latach 1982–1983 współpracował z grupą Krzak, z którą nagrał album pt. Krzak’i i jeździł w trasy koncertowe. Po rozpadzie śląskiego zespołu wszedł w skład Antiquintetu (w 1983). W późniejszych latach współpracował m.in. z Tadeuszem Nalepą, Januszem Muniakiem, Grażyną Auguścik, a także z big bandem Sami Swoi i Free Blues Bandem.   
W 1986 roku nagrał pierwszą autorską, solowy album zatytułowany With A Little Help..., z którego utwory posłużyły jako tło do programu telewizyjnego wyemitowanego przez TVP2. Kilka lat później powstał kolejny program telewizyjny pod nazwą Kolory. W obydwu wzięli udział m.in.: Zbigniew Jaremko, Eryk Kulm i Andrzej Cudzich. Gdański muzyk jest także autorem scenariuszy tych produkcji. W latach dziewięćdziesiątych pojawił się w awangardowym projekcie Ryszarda Miśka Teatr Instrumentalny przy Teatrze Muzycznym w Gdyni, w towarzystwie m.in. Olgi Szwajgier i Helmuta Nadolskiego.
Jako publicysta zadebiutował w tygodniku muzycznym WOW!!!, publikując na łamach tego czasopisma obszerne fragmenty własnych autobiografii Byłem klezmerem i Byłem bigbitowcem. Był także felietonistą Dziennika Bałtyckiego (Zapiskami przechodnia) i recenzentem muzycznym. W latach 1998−2000 wokalista nagrał trzy autorskie płyty: Duet, Andaluzja i Kolędy Jazzowe Na Głos, Saksofon i Gitarę (jest również autorem ich szaty graficznej). W nagraniach wzięli udział: Maciej Sikała, Piotr Wojtasik, Leszek Możdżer, Piotr Lemańczyk i Jacek Olter. Gdański muzyk jako muzyk sesyjny pojawił się na płytach: Rudiego Schubertha, Gorana Larsena, Piotra Lemańczyka i innych. 
Wykłada na tzw. Małej Akademii Jazzu, jest także grafikiem i projektantem. Jako pedagog od wielu lat prowadzi pracownie rysunku i malarstwa, w Akademii Multimedialnej i w Gdańskim Archipelagu Kultury – Integracyjny Klub Winda. W 2006 roku w gdańskim Teatrze Leśnym odbył się jego benefis z okazji 30-lecia pracy artystycznej. W 2010 roku wokalista nagrał kolejną autorską płytę pt. Listy Jazzujące.

## Dyskografia

### Płyty autorskie
- 1986 – With A Little Help... (Polskie Nagrania)
- 1996 – Duet (Gowi Records)
- 1998 – Andaluzja (Gowi Records)
- 2010 – Listy Jazzujące (Soliton)

### Inne nagrania
Z zespołem Baszta:
- 2010 – Swingujące 3-miasto: Baszta (Soliton)

Z zespołem Krzak:
- 1983 – Krzak’i (Tonpress)
- 1987 – Ostatni koncert (Polskie Nagrania)
- 2006 – Pamięci Skiby Jarocin 1983 (Metal Mind Productions)

Z zespołem Operating Conditions:
- 1989 – Bielszy odcień bluesa  (Wifon) (kompilacja)

Z Leszkiem Winderem:
- 1986 – Blues Forever (Polskie Nagrania)

Z zespołem Orange Trane: 
- 1998 – My personal Friend (Not Two Records)

Z Maciejem Sikałą:
- 2000 – Kolędy Jazzowe Na Głos, Saksofon i Gitarę (Radio Plus)